# Bertalan Bicskei
Bertalan Bicskei [ˈbɛrtɒlɒn ˈbitʃkɛ.i] (* 17. September 1944 in Budapest; † 16. Juli 2011 ebenda) war ein ungarischer Fußballspieler und -trainer.

## Werdegang

### Spielerlaufbahn
Bicskei war als Schüler und Jugendlicher bei Ferencváros Budapest, später bei MOM SEI. In der ungarischen Liga absolvierte der Torwart für Veszprém, Honvéd und MTK mindestens 240 Spiele. Er wurde zweimal Vizemeister, und viermal stand er im ungarischen Pokalfinale, ohne den Pokal jemals zu gewinnen. Das einzige Tor seiner Karriere erzielte er per Elfmeter. Im Tor der ungarischen Nationalmannschaft stand er ein einziges Mal: am 13. Juni 1973 trennten sich Ungarn und Schweden unentschieden 3:3. Für die Teilnahme an der Weltmeisterschaft 1974 in Deutschland hätte Ungarn gewinnen müssen.

### Trainerlaufbahn
Nach seiner Karriere studierte er in Budapest und erlangte sein Diplom als Fußballtrainer. 1986 ergänzte er seine Ausbildung durch Teilnahme am Fußballlehrer-Lehrgang in Köln. Von 1977 an trainierte er vor allem Jugendmannschaften, von 1982 bis 1986 war er Verbandstrainer des ungarischen Fußballverbands und verantwortlich für die U16- bis U21-Nationalmannschaften. Unter seiner Führung gewann die ungarische U18-Nationalmannschaft 1984 die Europameisterschaft in Moskau. Nach seiner Zeit als Verbandstrainer wandte sich Bicskei einer neuen Herausforderung als Vereinstrainer zu und führte unter anderem Honvéd Budapest zur ungarischen Meisterschaft und ins Pokalfinale. Der Höhepunkt seiner bisherigen Karriere folgte 1989/90 mit seinem Engagement als ungarischer Nationaltrainer. Bicskei pendelte in der Folgezeit zwischen Vereinen in Südkorea, der Schweiz (FC Luzern), Ungarn, Saudi-Arabien, China und Ägypten. In seiner Zeit in Saudi-Arabien verfasste er ein Buch über das Training von Nachwuchsfußballern, Preparation of the new generation of soccer players, das 1998 in Ungarn erschien. Von 2004 bis 2005 trainierte er die malaysische Fußballnationalmannschaft. Im Jahre 2006 fungierte Bicskei als Trainer von Újpest Budapest. Die beiden Parteien einigten sich am 27. Juni 2006 auf einen Einjahresvertrag mit der Option auf weitere Zusammenarbeit. Diese Zusammenarbeit wurde nach dem ersten Pflichtspiel, der 0:4-Niederlage im UEFA-Pokal-Hinspiel gegen Vaduz, auf Bitten Bicskeis wieder aufgelöst. 2007 wurde er Trainerbeauftragter/Koordinator der ungarischen Jugendnationalmannschaften.
Am 5. Juli 2010 unterzeichnete Bicskei einen Vierjahresvertrag als Trainer der liberianischen Nationalmannschaft und wurde damit Nachfolger von Antoine Hey, der das Amt im März 2009 niedergelegt hatte. Im März 2011 kehrte er nach Ungarn zurück, nachdem er angeblich vergiftet worden war.
Dort wurde eine Krebserkrankung diagnostiziert, an welcher er schon länger gelitten hatte und an der er im Juli 2011 verstarb. Bicskei hinterließ eine Frau und drei erwachsene Söhne. Er sprach fließend Deutsch und lebte zwischen seinen Auslandsengagements in Budapest.

## Erfolge als Trainer
- Gewinn der U-18-Fußball-Europameisterschaft 1984 in Moskau mit Ungarn
- Gewinn der ungarischen Meisterschaft 1988 mit Honvéd
- Aufstieg mit FC Luzern in die Super League in der Saison 1992/93